# نهر بورنيت

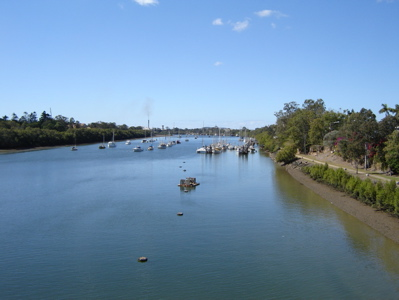
نهر بورنيت

نهر بورنيت بالإنجليزية (Burnett River): هو نهر بوسط كوينزلاند, أستراليا, ينبع من جبل جايتا Mount Gaeta, ويصب في المحيط الهادئ بالقرب من مدينة بوندابيرج Bundaberg, ومنطقة نهر بورنيت هي منطقة لزراعة قصب السكر والمحاصيل الأخرى بشكل كبير، نهر بونيت مع نهر ماري بجانبه يشكلان موطناً لسمك lungfish أحد أقدم أنواع الفقاريات الموجودة في كوينزلاند، اكتمل بناء السد على النهر (سد الجنة) عام 2005 ويقع على بعد 80 كم من مدينة باندابيرج.